# Фені (зіла)
Фені́ (бенг. ফেনী জেলা, англ. Feni) — одна з 11 зіл регіону Читтагонг Бангладеш, розташована у центрі регіону.
Населення — 1437371 особа (2011; 1096745 в 1991).

## Адміністративний поділ
До складу регіону входять 5 упазіл:
| Зіла        | Площа, км² | Населення, осіб (1991) | Населення, осіб (2008) |
| ----------- | ---------- | ---------------------- | ---------------------- |
| Даганбхуїян | 165,84     | 204975                 | -                      |
| Паршурам    | 196,61     | 176731                 | -                      |
| Сонагазі    | 235,07     | 215122                 | -                      |
| Фені-Садар  | 197,33     | 345801                 | -                      |
| Чхагалнаїя  | 133,49     | 154116                 | -                      |